# Чапаевский (Чебоксары)
Чапа́евский посёлок (Чапаевский) — микрорайон в Московском районе города Чебоксары Чувашской Республики России. До 1959 года — рабочий посёлок.

## История
В годы третьей пятилетки (1938—1942 гг.) началось строительство завода № 320, специализирующегося на производстве пиротехнических изделий военного назначения.
18 декабря 1940 года в целях улучшения условий жизни трудящихся завода, бюро Чувашского обкома ВКП(б) постановило: «Учитывая отдаленность завода от города Чебоксары и его специфические условия, образовать при строительстве завода 320 рабочий поселок с присвоением наименования — рабочий поселок „Чапаевский“, с организацией поселкового Совета, с подчинением его исполкому Чебоксарского Горсовета. Просить Центральный Комитет ВКП(б) утвердить настоящее решение».
В феврале 1941 года Указом Президиума Верховного Совета РСФСР за поселком было утверждено название «Чапаевский».

## Образование
На Чапаевском посёлке расположена МБОУ «Средняя общеобразовательная школа № 7 имени Олега Беспалова, воина-десантника, погибшего в Афганистане», которая была создана в 1939 году в барачном здании, позже перестроена в 1955 году (количество учеников увеличилось со 160 человек до 750). Изначально преподавание велось только на русском языке, и из-за этого у многих детей были проблемы с пониманием, поэтому было принято открыть чувашские классы. В 1995 году была проведена реконструкция школы. В 2011 учебное заведение было названо в честь Олега Беспалова, выпускника школы, который погиб во время военных действий в Афганистане. Выпускниками школы также являются: Анатолий Игумнов (экс-глава Чебоксарской городской администрации, почетный гражданин города Чебоксары), Глеб Ильенко (известный советский организатор производства), Александр Мингалев (чувашский эстрадный певец).

МБОУ «Центр образования № 2 г. Чебоксары» образован на базе Школы № 17, которая в конце 1990-х преобразована вечернюю школу и позже в Центр Дополнительного образования. Учащиеся этого центра могут получить основное общее, среднее общее, а также дополнительное образование. Доступность ЦО № 2 состоит в том, что ученики имеют возможность получать знания на различных формах обучения (очная, очно-заочная (вечерняя), заочная). Учреждение является призёром республиканского конкурса «Программа перевода школы в эффективный режим функционирования».

В 1966 году была создана «Чебоксарская детская музыкальная школа № 3» для обучения детей из Чапаевского посёлка и Юго-западного района музыкальным навыкам. На протяжении около 30 лет школа располагалась в здании бывшей котельной, а затем получило собственное комфортабельное здание. В музыкальной школе имеются фортепианное, оркестровое, хоровое, теоретическое, эстетическое (1990 года), хореографическое (с 2002 года) отделения, отделение музыкального фольклора (с 2015 года).

В микрорайоне также имеются учреждения дошкольного образования — детские сады (№ 16 «Кроха», № 17, № 28, № 55). Старейшим из них является «семнадцатый», который открыт в 1941 году (как ясли-сад) и был в ведении ПО им. В. И. Чапаева до 1998 года. Детский сад «Кроха» — самый новый на территории Чапаевского посёлка. Он функционирует с 2012 года, до этого в здании учреждения располагалась вечерняя школа № 2.
|                                                 |                                                 |                                                 |
| Центр образования № 2 ул. Социалистическая, 17А | Средняя образовательная школа № 7 пл. Победы, 3 | Детская музыкальная школа ул. Промышленная, 10А |

## Здравоохранение

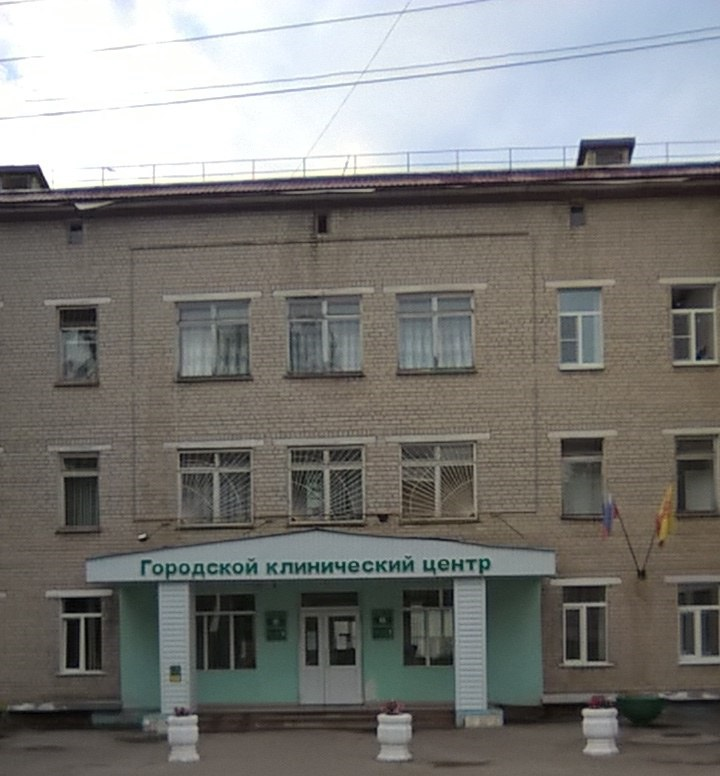
Городской Клинический Центр (Чебоксары)

На Чапаевском посёлке расположен БУ «Городской клинический центр». Свою историю медицинское учреждение ведет со здравпункта (организован в 1939 году) при Заводе № 320. Во время начала Великой Отечественной войны была открыта первая амбулатория в посёлке, при которой после войны открывается женская консультация, детская консультация, рентгенологический кабинет, а также стационар на 30 коек. Первый главный врач — Агеева Таисия Семеновна. Население Чапаевского посёлка росло незамедлительными темпами, однако машин у больницы не было, поэтому срочные вызовы обслуживались пешком, а для перевозки пациентов использовалась лошадь. Лишь в конце в 1956 году в учреждении появляется собственный автомобиль скорой помощи. В 1957 году больница получает название «Медсанчасть завода РТИ», в это же время вводится стационарный корпус. Здание поликлиники, которое действует и сейчас, было введено в эксплуатацию в 1966 году, когда главным врачом работал Максим Савельевич Савельев. В дальнейшем больница продолжила расширяться: открывались новые отделения, корпуса, лаборатории. Перед тем, как быть переименованной в БУ «Городской клинический центр» Минздрава Чувашии, больница имела различные названия (МСЧ ПО им. В. И. Чапаева, Городская больница № 9). В 2010 году введена система записи к врачу через интернет (электронная регистратура). С июня 2017 года главный врач центра — Майорова Елена Степановна. На сегодняшний день учреждение является важнейшим учреждением здравоохранения как для Чапаевского посёлка, так и для Юго-Западного района г. Чебоксары. При ГКЦ функционирует аптечный пункт № 135.

## Транспорт
Транспортное сообщение с другими частями города осуществляется с помощью троллейбусов, автобусов и маршрутных такси. В 1972 году был открыт троллейбусный маршрут № 11, который связывает микрорайон с железнодорожным вокзалом. Это стало возможно благодаря тому, что была проведена линия до завода им. В. И. Чапаева. Второй троллейбусный маршрут (открыт в 1991) осуществляет связь с северо-западным районом Чебоксар. В микрорайоне расположен диспетчерский павильон ЧТУ, который регулирует движение маршрутов.
| Маршруты общественного транспорта в Чебоксарах | Маршруты общественного транспорта в Чебоксарах | Маршруты общественного транспорта в Чебоксарах | Маршруты общественного транспорта в Чебоксарах |
| № марш.                                        | Конечный остановочный пункт 1                  | Конечный остановочный пункт 2                  | Вид транспорта                                 |
| ---------------------------------------------- | ---------------------------------------------- | ---------------------------------------------- | ---------------------------------------------- |
| 11                                             | Железнодорожный вокзал                         | Завод им. Чапаева                              | Троллейбус                                     |
| 17                                             | улица Университетская                          | Завод им. Чапаева                              | Троллейбус                                     |
| 15                                             | Аэропорт                                       | Завод им. Чапаева                              | Троллейбус                                     |
| 33                                             | Завод им. Чапаева                              | Новый город                                    | Автобус                                        |
| 43                                             | ТД «Звезда»                                    | Завод им. Чапаева                              | Маршрутное такси                               |
| 45                                             | ул. Коллективная                               | Рябинка                                        | Автобус                                        |
| 22                                             | Завод им. Чапаева                              | Университет                                    | Троллейбус                                     |
| 37                                             | Завод им. Чапаева                              | Нефтебаза                                      | Автобус                                        |
| 234                                            | Завод им. Чапаева                              | Вокзал (г. Новочебоксарск)                     | Маршрутное такси                               |